# Slantsjogled
Slantsjogled of Slanchogled (Bulgaars: Слънчоглед, ‘zonnebloem’) is een dorp in het zuiden van Bulgarije. Het dorp is gelegen in de gemeente Dzjebel in de oblast Kardzjali. Het dorp ligt hemelsbreed 16 km ten zuidwesten van Kardzjali en 214 km ten zuidoosten van de hoofdstad Sofia.

## Bevolking
Op 31 december 2020 telde het dorp Slantsjogled 237 inwoners, een stijging ten opzichte van het minimum van 211 inwoners in 2011.
| Bevolkingsontwikkeling tussen 1934 en 2020          |
| --------------------------------------------------- |
|                                                     |
| Bron: Nationaal Statistisch Instituut van Bulgarije |

In het dorp wonen nagenoeg uitsluitend etnische Turken. In de optionele volkstelling van 2011 identificeerden 144 van de 151 ondervraagden zichzelf als etnische Turken - oftewel 95,4% van alle ondervraagden. 6 ondervraagden noemden zichzelf etnische Bulgaren, terwijl één ondervraagde geen etnische achtergrond heeft gespecificeerd.
| Etnische samenstelling van de respondenten (2011) | Etnische samenstelling van de respondenten (2011) | Etnische samenstelling van de respondenten (2011) | Etnische samenstelling van de respondenten (2011) | Etnische samenstelling van de respondenten (2011) |
| ------------------------------------------------- | ------------------------------------------------- | ------------------------------------------------- | ------------------------------------------------- | ------------------------------------------------- |
|                                                   |                                                   |                                                   |                                                   |                                                   |
| Bulgaren                                          | Bulgaren                                          |                                                   | 4,0%                                              | 4,0%                                              |
| Turken                                            | Turken                                            |                                                   | 95,4%                                             | 95,4%                                             |
| Roma                                              | Roma                                              |                                                   | 0,0%                                              | 0,0%                                              |
| Anders/Onbekend                                   | Anders/Onbekend                                   |                                                   | 0,6%                                              | 0,6%                                              |

Albantsi - Brezjana - Dobrintsi - Doesjinkovo - Dzjebel  - General Gesjevo - Ilijsko - Jamino - Kamenane - Kazatsite - Kontil - Kozitsa - Koeptsite - Lebed - Misjevsko - Mrezjitsjko -  Oestren - Ovtsjevo - Paprat - Plazisjte - Podvrach - Poljanets - Pototsje - Pripek - Rat - Ridino - Rogozari - Rogoztsje - Rozjdensko - Sipets - Skalina - Slantsjogled - Sofijtsi - Sjterna - Tarnovtsi - Teltsjarka - Tjoetjoentsje - Tsarkvitsa - Tsjakaltsi - Tsjeresjka - Tsvjatovo - Valkovitsj - Velikdentsje - Vodenitsjarsko - Zjalti Rid - Zjaltika - Zjeladovo